# Sejjed Mohammad Bazar
Sejjed Mohammad Bazar – wieś w południowym Iranie, w ostanie Sistan i Beludżystan. W 2006 roku miejscowość liczyła 305 mieszkańców w 59 rodzinach.